# Jacksepticeye
Seán William McLoughlin (sinh ngày 7 tháng 2 năm 1990), được biết đến qua biệt danh Jacksepticeye, là một YouTuber người Ireland, được biết đến nhiều nhất qua thể loại vlog và sê-ri Let's Play hài kịch. Tính đến  tháng 7 năm 2020, kênh của anh có hơn 12 tỉ lượt xem và hơn 24 triệu lượt đăng ký và được xếp hạng là kênh có nhiều lượt đăng ký nhất ở Ireland. McLoughlin đã tham gia vào các hoạt động gây quỹ từ thiện và đã quyên góp được hàng triệu Đô la Mỹ cho quỹ từ thiện.